# Nicola Pellow
Nicola Pellow é uma matemática britânica, pioneira da Internet. Foi membro do Projeto WWW no CERN, trabalhando com  Tim Berners-Lee.
Juntou ao projeto em novembro de 1990, como graduanda em matemática no Leicester Polytechnic. 
Imediatamente após Berners-Lee completar o browser WorldWideWeb para a plataforma NeXT, Pellow escreveu um Line-mode browser, chamado WWW, que podia rodar em outras plataformas que não a NeXT. A equipe WWW aplicou o browser para uma gama de computadores, de Unix a Microsoft DOS, de modo que qualquer um podia acessar a Web, que era o foco da agenda de telefones do CERN.
Desligou-se do CERN no final de agosto de 1991, mas retornou em 1992, e trabalhou com Robert Cailliau no MacWWW, um navegador para o Macintosh.